# Pierre Jonas Romain
 (février 2023).
Œuvres principales
Pour le meilleur et pour le lit
DE BRI PEYI
An Chat Pent
Pierre Jonas Romain, né le 13 janvier 1985 à Plaisance (Haïti) est poète, linguiste et éducateur de formation. 

## Biographie
Après son diplôme en éducation, il devient : d'abord instituteur, ensuite professeur de belles lettres et conseiller pédagogique à l'Institution Vision Nouvelle et  formateur d'instituteurs . Parallèlement, il tient un club de diseurs dont il est le fondateur : JOYDER-B. Il commençait à taquiner la muse alors qu'il n'avait que 16 ans. On l'aurait cru fou . Actuellement, il fait des études en service social à la faculté des sciences humaines de l'université d'État d'Haïti. 
Pierre Jonas Romain anime des ateliers de poésies auprès des jeunes surtout dans les milieux scolaires. Formateur pour la Fondation Digicel, Jonas a aussi participé à la conception des ateliers ainsi qu’à la formation des enseignants à Port-au-Prince. Il est un ancien participant du programme de perfectionnement des professeurs et formateurs haïtiens offert à l’UQAM par la Faculté des sciences de l’éducation. Une formation délocalisée qui fait partie d’un projet de coopération UQAM-Digicel . Le poète Jonas est un  passionné de littérature, particulièrement de poesie. En février 2013, il a publié son premier recueil de poèmes (Pour le meilleur et pour le lit), en France chez Edilivre . En mai 2017, il a publié un recueil de poèmes (DE BRI PEYI)  aux États-Unis, chez Jebca éditions . Toujours, en 2017, Il a réadapté en créole haïtien et mis en scène le poème (Les Dix Hommes noirs) du grand poète haïtien, Etzer Vilaire . Quelques années  plus tard, Jonas accouche son troisième recueil  ( An chat pent), soit en septembre 2021 . Il s’agit d’un recueil lyrique de 43 poèmes divisés en trois chapitres à travers lequel le poète aborde de nombreux sujets à caractère social et sentimental . Dans la première partie le poète traite dans ses textes de sujets d’amour et d’autre part, il fait passer sa compréhension de la réalité socio-économique, ses revendications, un mariage entre sensualité et spiritualité . Et l’une des particularités chez Jonas, c’est qu’il publie ses textes en créole. Un choix courageux à un moment où les auteurs haïtiens qui écrivent en français raflent des prix en terre française. (DE BRI PEYI) recueil qui l’a révélé au public et ce dernier texte titré ( An Chat pent ), montrent à quel point le poète chérit sa langue maternelle.
Jonas est instigateur de ''Des cris en Slam et Stress du Bulletin, deux ouvrages issus des ateliers d’écriture réalisés en 2019, publiés en février 2020.

### Poésies
- An chat pent. Edisyon Freda le 16 décembre 2021[9]
- Des cris en slam (recueil de poèmes slamés) Éditions Porte-Plume février 2020 [10].
- Stress du Bulletin (roman scolaire) Éditions Porte-Plume février 2020.
- DE BRI PEYI ( Rekèy powèm) JEBCA ÉDITIONS, juin 2017  [11]
- Pour le meilleur et pour le lit ( recueil de poèmes) EDILIVRE février 2013[12]